# 南蛇藤叉丝壳
南蛇藤叉丝壳（学名：Microsphaera celastri）是属于白粉菌目白粉菌科叉丝壳属的一种真菌，寄生在南蛇藤属植物上。该种分布于中国。